# 莫什基夫卡 (科羅斯堅區)
50°47′30″N 28°25′34″E / 50.79167°N 28.42611°E
莫什基夫卡（烏克蘭語：Мошківка），是烏克蘭的村落，位於該國北部日托米爾州，由科羅斯堅區負責管轄，處於薩任卡河畔，始建於1848年，面積0.28平方公里，海拔高度200米，2001年人口22。